# Multiverso (Magic: The Gathering)
El Multiverso es el universo ficticio compartido representado en las cartas, novelas, cómics y otros productos complementarios de Magic: The Gathering. Aunque Magic es un juego de estrategia, las cartas de cada expansión tienen una historia intrincada. En las cartas, los elementos de este multiverso se muestran en el arte de la carta y a través de citas y descripciones en la parte inferior de la mayoría de las cartas (llamado "texto de sabor" o flavor text). Las novelas y antologías publicadas por HarperPrism y Wizards of the Coast (WOTC), y los cómics publicados por Armada Comics amplían los escenarios y personajes que aparecen en las cartas. WOTC también publica una historia semanal (casi siempre relacionada con el plano explorado en la expansión actual) en la columna Magic Fiction, antes conocida como Official Magic Fiction y Uncharted Realms.

## Planos
La forma en que se conciben y despliegan los argumentos de Magic ha cambiado considerablemente a lo largo de los años. La premisa principal de Magic es que en el Multiverso existen innumerables mundos posibles (conocidos como "planos"), y sólo unos seres únicos y poco comunes llamados Planeswalkers (o caminantes de planos) son capaces de atravesar el Multiverso pudiendo viajar entre uno y otro. A la fecha existen más de 16 planos en las historias de Magic: The Gathering.
Esta metodología permite que el juego cambie frecuentemente de mundos para renovar su inspiración mecánica, al tiempo que mantiene a los planeswalkers como elementos recurrentes y comunes a todos los mundos. Los jugadores representan a planeswalkers capaces de recurrir a la magia y las entidades de estos planos para combatir contra otros.

### Dominaria
Hogar de una rica variedad de terrenos compuestos por frías montañas, amplias llanuras, junglas, desiertos, e islas. Este plano cuenta con varios lugares históricos del mundo de Magic: The Gathering, que incluyen el continente volcánico de Shiv, la isla de Tolaria, destrozada por el tiempo, el gran continente de Jamuraa y la desdichada isla de Urborg. 
Dominaria es el lugar de nacimiento de los hermanos Urza y Mishra, maestros artífices que descubrieron antiguas piedras de poder en las Cuevas de Koilos. En su ansia de poder, los hermanos libraron una salvaje guerra entre sí, devastando Dominaria y sumiendo el plano en una era glacial. Al final de esta guerra, Urza descubrió el plano oscuro de Phyrexia, un mundo de carne, metal y grasa, donde la línea entre lo vivo y lo artificial era difusa.

### Mirrodin
El plano de Mirrodin fue un plano artificial creado por el golem Karn. En Mirrodin, todo está hecho de metal, desde los bosques a las montañas, pasando por la hierba. Cinco soles proyectan su luz sobre el plano, uno para cada color de maná.
En su creación, Karn llamó a este nuevo plano como Argentum.

### Rath
Rath fue un plano artificial utilizado por los pirexianos como punto de partida para invadir Dominaria. 
Este plano fue creado a partir de piedra de flujo generada en la Fortaleza central, la sede de poder del Evincar de Rath. La Fortaleza estaba situada en el interior de un volcán, suspendida sobre la Ciudad de los Traidores. Se podía llegar a ella por una ruta a través de los Pozos de la Muerte, el Horno de Rath y los Jardines de Volrath.
El plano de Rath se expandió lentamente a lo largo de los siglos hasta alcanzar la misma masa que Dominaria, momento en el que se transpuso sobre el plano objetivo y transportó a sus ejércitos directamente al campo de batalla.
Rath fue el escenario de las expansiones Tempest (1998), Stronghold (1999), Exodus (1999) y Nemesis (2000).

## Breve historia

### La Guerra de los Hermanos (20 A.R. - 63 A.R.)
A este episodio se le hace referencia en la expansión Antiquities, en las que forman parte del Bloque de Urza (La Saga de Urza, El Legado de Urza y El Destino de Urza).
En el 20 A.R., los hermanos Urza y Mishra, y su mentor Tocasia, descubren las Cavernas de Koilos, donde encuentran una máquina Thran con una enorme piedra de poder. Mientras inspeccionan la máquina causan una explosión que los deja inconscientes.

### Era del hielo (64 A.R. - 2934 A.R.)
La "Guerra de los Hermanos" ha sumido a Dominaria en un drástico cambio climático. La temperatura ha descendido bruscamente y ha comenzado una nueva Era del Hielo. La mayor parte de la sociedad se ha perdido: sólo quedan la nación soldado de Kjeldor, los bárbaros de Balduvia y la sociedad élfica de Fyndhorn. Estos pueblos deben luchar contra el nigromante Lim-Dûl, que ha comenzado a realizar retorcidos experimentos. Mientras tanto, el hechicero Zur, el Encantador entrena a nuevos magos para sobrevivir en el duro entorno.